# Блез, Пьер
Пьер Блез (фр. Pierre Blaise; 11 июня 1955, Муассак, Франция — 31 августа 1975, там же) — французский актёр.
Родился в бедной деревенской семье во французской глубинке, работал лесорубом. Шутки ради явился на кастинг, проводившийся режиссёром Луи Малем для фильма «Лакомб Люсьен» (1974), и был принят на главную роль. Фильм был номинирован на премию «Оскар» в номинации «Лучший зарубежный фильм», уступив в финале «Амаркорду» Федерико Феллини, и Блез завоевал всемирную известность.
На протяжении последующего года снялся ещё в трёх фильмах: в главной роли в картине Денниса Берри «Большой экстаз» (фр. Le Grand Délire) и в небольших ролях в фильме Роже Коджо «Фарфоровые ночи» и в ленте Мауро Болоньини «По старым ступенькам» (итал. Per le antiche scale).
После этого Блез уехал к себе на родину, не намереваясь вновь появляться на съёмочной площадке, и вскоре погиб в автокатастрофе, возвращаясь домой после вечеринки и врезавшись в дерево.

## Фильмография
- 1974 — Лакомб Люсьен / Lacombe, Lucien